# Nālchiti
Nālchiti är en ort i Bangladesh.   Den ligger i provinsen Barisal, i den södra delen av landet, 120 km söder om huvudstaden Dhaka. Nālchiti ligger 8 meter över havet och antalet invånare är 38 703.
Terrängen runt Nālchiti är mycket platt. Runt Nālchiti är det mycket tätbefolkat, med 1 361 invånare per kvadratkilometer.. Närmaste större samhälle är Barisāl, 12,6 km nordost om Nālchiti. 
Trakten runt Nālchiti består till största delen av jordbruksmark.